# Sonia Sierra
Sonia Sierra Infante (Tarrasa, 22 de abril de 1973) es una profesora, escritora y política española.

## Biografía
Nacida en el municipio barcelonés de Tarrasa el 7 de mayo de 1989, es profesora de lengua castellana y doctora en Filología Hispánica, con máster en Literatura Española y posgrado en Didáctica de la Lengua Extranjera en la especialidad de español, por la Universidad Autónoma de Barcelona. Ha sido profesora de castellano para extranjeros y de Lengua y Literatura en varios institutos y en la Universidad Autónoma de Barcelona, como profesora asociada. 
En las elecciones municipales de 2015 fue segunda en las listas de Ciudadanos para el Ayuntamiento de Barcelona y obtuvo el cargo de concejal. Como concejal fue nombrada diputada de la Diputación Provincial de Barcelona. En las elecciones al Parlamento de Cataluña de 2015 fue quinta en las listas de Cs por Barcelona y fue elegida diputada, por lo que renunció a su acta de concejal y fue sustituida por Koldo Blanco. Fue diputada de 2015 a 2020.

## Obras principales
- Sierra, Sonia (2-7-2009). De lo superficial y lo profundo en la obra de Elvira Lindo (Tesis). Universidad Autónoma de Cataluña. ISBN 9788469260470. Consultado el 20 de agosto de 2024.
- Sierra, Sonia (2022). Los pasos difíciles. Sevilla: Platero. ISBN 978-84-125178-9-7.